# Gyermekkori daganatos betegek táplálása
A gyermekkori daganatos betegségek során a kezeléshez kapcsolódó alultápláltság megelőzése különösen fontos. A szájon keresztüli vagy szükség esetén az infúziós formában történő bevitellel a gyermekek általános életminősége javítható, gyógyulási esélye növelhető. Ugyanakkor a táplálásnak mellékhatásai is lehetnek, ezért fontos, hogy az megfelelő módon történjen. Az oldalon ennek részleteivel ismerkedhet meg az olvasó.

## A rosszindulatú daganatos betegségben szenvedő gyermek táplálása
A Magyar Gyermekhematológusok és Gyermekonkológusok Társasága és a Magyar Mesterséges Táplálási Társaság útmutatása.
A daganatos beteg gyermekek között az alultápláltság gyakorisága 8-32%, mely az alapbetegség súlyosbodásán és az immunrendszer csökkent működésén keresztül rontja az életminőséget. Különösen veszélyes állapot a tumor cachexia. A kezelés minden fázisában igen fontos szerepet játszik a tápláltság. A daganatos megbetegedésben szenvedő gyermekek és fiatal felnőttek közel felében alakul ki a kezelés különböző periódusaiban a malnutríció. A fejlődő gyermek megfelelő testi és szellemi gyarapodási igényein túl, a kezeléshez és a betegséghez kapcsolódó faktorok miatt is növekszik a tápanyagszükséglet. Felnőtteknél a malnutrícióval összefüggő faktorok (csökkent immunfunkciók, megváltozott gyógyszer metabolizmus) jelentősen befolyásolják a kórjóslatot. A kezelés során étvágytalanság jelentkezhet, melyet súlyosbít a hányinger, hányás, szájnyálkahártya gyulladás, íz érzés változás, székrekedés, hasmenés, fájdalom, kimerültség és az anyagcsere komplex megváltozása. A diagnózis és a kezelések érzelmi hatásai, így a depresszió, kimerültség vagy a szorongás is befolyásolhatják a táplálkozást. Mindezekre tekintettel a korai felismerés és a haladéktalan kezelés alapvető fontosságú.

## Tévhitek a mesterséges táplálással kapcsolatban
- A daganatos gyermekek mindent kibírnak, így az éhezést is.

Valójában: a gyermekek sokkal érzékenyebbek az éhezésre, mert relatíve sokkal kevesebb a nem izom eredetű energiatartalékuk. Egy felnőtt következmények nélkül hetekig éhezhet, de egy gyermek csak napokig, míg egy koraszülött csak órákig.
- A mesterséges táplálás a daganat növekedését is segíti.

Valójában: az orális, enterális táplálás nem táplálják jobban a tumort, ugyanakkor az alultápláltság csökkenti a beteg életminőségét, megküzdési csökkenti a beteg életminőségét, megküzdési mechanizmusait és compliance-t, növeli az infekciók és relapsus esélyét. Parenterális táplálásnál valóban kimutattak tumor növekedést, de a fenti szempontok miatt ez nem okozott hátrányt a túlélésben.
- Túlsúlyos betegeket nem kell táplálni, még jót is tesz nekik a fogyás.

Valójában: a cachexiás fogyás nem a felesleges zsírból történik, hanem a szervezet életfontos izomszövetéből, máj- és izomglikogénjeiből, enzimeiből.
- Szeptikus beteget nem szabad táplálni.

Valójában: Csak a szeptikus shock szakaszában nem képes a szervezet a táplálékkal mit kezdeni, a kezdeti szakasz után a szeptikus beteg táplálása ugyanolyan fontos.
- A parenterális táplálás kemoterápiával nem adható együtt

Valójában: modern készítményekkel adható kemoterápia.
- A parenterális táplálás csak centrális vénába adható

Valójában: vannak perifériás készítmények.
- A szondatáplálás életveszélyes is lehet daganatos betegekben

Valójában: nyálkahártya gyulladás (mucositis) és alacsony vérlemezke szám (thrombocytopenia) esetén valóban veszélyes lehet új szonda lehelyezése, de minden más esetben alkalmazható.

## Tápláltsági állapot felmérése
A testtömeg, testmagasság, testtömeg index (BMI) percentil mellett sokkal jobb tápláltsági állapotot jellemző az ideális testtömeg % (aktuális testtömeg/magassághoz tartozó elvárt testtömeg×100, 90-110% között normális, 80-90% enyhe, 70-80% mérsékelt, 70% alatt súlyos az alultápláltság) vagy a fogyás % (10% alatt elfogadható, 10-20% között enyhe, 20-30% között mérsékelt, 30%-t meghaladó súlyos alultápláltságot jelez).

Fiatal gyermekekben a fej körfogat mérése fontos tényező, hiszen az agynövekedés periódusában bekövetkező táplálászavarok a neurológiai fejlődésre súlyos károsító tényezőt jelenthetnek.  Kiegészítő vérvizsgálatok (plazma protein, albumin, prealbumin, retinolkötő fehérje, transzferrin) korlátozott hatékonysággal alkalmazhatók a gyermekkori daganatos malnutríció felmérésére és követésére, hiszen értéküket gyulladással járó állapotok, infekciók jelentősen befolyásolják. Tartós követésre a szérum összfehérje, albumin és prealbumin értékeket alkalmazhatók.

## Táplálási rizikófaktorok
A táplálási rizikófaktorok a daganatos betegségek és a kezelések különböző típusaiban eltérőek lehetnek.

Magas rizikót jelent alultápláltságra:
- Előrehaladott stádiumú szolid tumorok: Wilms tumor, neuroblastoma st. III-IV, rhabdomyosarcoma, Ewing sarcoma, medulloblastoma
- Többszörösen relabált leukémia és lymphoma
- Koponya és nyaki tumorok
- Hematopoietikus őssejt-transzplantáció
- Diencephalikus daganatok

Közepes rizikót jelent alultápláltságra:
- Nem metasztatizált szolid tumorok
- Alacsony és közepes rizikójú leukémia
- Remisszióban levő kiterjedt betegségek a fenntartó kezelés alatt

Magas rizikót jelent elhízásra:
- Akut leukémia koponya irradiáció után
- Craniopharingeoma
- Teljes test-, koponya-, hasi irradiáció utáni állapotok
- Magas dózisú vagy elnyújtott kortikoszteroid kezelést igénylő rosszindulatú daganatok

## Vitamin pótlás daganatos betegségben
Nincs egységes álláspont. A csökkent antioxidáns státusz rendezéséhez és feltételezhetően a kezelések mellékhatásainak csökkentéséhez is fontos a vitamin ellátottság, ugyanakkor az antioxidánsok a kemoterápiás kezelések alatt befolyásolhatják azok tumor ellenes hatását és hatékonyságát. Néhány tanulmányban a vitamin ellátottságot és a daganatellenes kezelés alatt álló gyermekek vitaminpótlását vizsgálták, azonban e vizsgálatok többségét kisszámú betegen végezték.

## Táplálás lehetőségei

### Enterális táplálás

#### Enterális táplálás megkezdésének kritériumai
- a testsúly/testmagasság percentil az ideális 90%-a alatt
- a teljes testsúlycsökkenés a diagnózis felállítása óta több mint 5%
- az elvárható orális táplálékbevitel 70%-át nem elérő étvágy:

- csecsemőknél több mint 3 napig
- kisdedeknél több mint 5 napig
- iskolásoknál és tizenéveseknél több mint 7 napig
Magas táplálkozási rizikójú, különösen malnutrícióban diagnosztizált daganatos betegnél megfontolandó a profilaktikus enterális táplálás (nasogastrikus és nasojejunális szondatáplálás). Enterális táplálás akkor alkalmazható, ha a beteg gastrointestinális rendszere jól működik és a beteg a táplálást tolerálja. Az enterális táplálás folyamatosan működésben tartja az intestinális mucosat, biztosítva ezzel annak integritását. Korai bevezetése képes megelőzni a kezelés alatti táplálkozási leépülést, a parenterálissal összehasonlítva gazdaságos, biztonságos, könnyű kivitelezni és fiziológiás. Az enterális tápszerek a speciális szükségletet kielégítő élelmiszerek csoportjába tartoznak.

### Parenterális táplálás

#### Energia szükséglet
Meghatározásánál figyelembe kell vennünk az alapanyagcsere szükségletet, a gyermek aktivitását, az anabolikus és növekedési igényeket, valamint a megelőző alultápláltság korrekcióját. A túlzott energia bevitel is ártalmas, zsírlerakódáshoz és májbetegséghez vezet, ugyanakkor az alacsony energia bevitel csökkent immunválaszt és növekedésbeli elmaradást is okozhat. A legtöbb, kórházban fekvő gyermek energiaszükséglete az alapanyagcsere 100-120%-a, míg egy lesoványodott gyermek a felzárkózáshoz akár az energiaszükséglet 130-150%-a is lehet. Egy szövődménymentes műtét vagy az intenzív osztályon való tartózkodás (lélegeztetés) nem emeli meg a szükségletet, míg őssejt-transzplantáció alatt szignifikánsan alacsonyabb energia-szükségletet mértek.
Egészséges gyermekek alapvető szükségletei
| Kor (év) | Energiaigény(kcal/kg/nap) | Fehérje (g/kg/nap) | Zsír (g/kg/nap) |
| -------- | ------------------------- | ------------------ | --------------- |
| <0.5     | 120-140                   | 2.2                | 4-5             |
| 0.5-1    | 80-100                    | 1.6                | 4-5             |
| 1-3      | 85-95                     | 1.2 (2-2.5)        | 3-4             |
| 4-6      | 80-90                     | 1.1                | 3-4             |
| 7-10     | 70-80                     | 1                  | 3-4             |
| 11-14    | 60-70                     | Fiú:0.9, Lány:0.8  | 2-4             |
| 12-18    | 30-60                     | 0.8                | 2-3             |
| >18      | 25-30                     | 0.8                | 1-3             |

#### Aminosav
A parenterálisan táplált gyermekek aminosav igénye a fele az enterálisan táplálás során javasolt értékhez képest, mivel kiesik a bél saját táplálására fordított aminosav-felvétele. Az intenzív osztályra került gyermekek aminosav-szükséglete elérheti a 3g/kg/napot.

##### Taurin
Tartós parenterális táplálást (TPT) igénylő betegségekben, különösen csecsemőkorban szemi-esszenciális, de jelentős szerepe van a TPT-hez társult epepangás (kolesztázis) kivédésében is, ezért javasolt taurin-tartalmú aminosav-oldat használata.

##### Glutamin
A szervezetben legnagyobb mennyiségben megtalálható aminosav, amely elsődleges szubsztrátja a gyorsan osztódó sejteknek és szöveteknek, így a daganatsejteknek is. A glutaminhiány fokozza a sorvadt daganatbetegek fertőzéseinek kockázatát, valamint csökkenti a daganatellenes kezelés tolerálhatóságát. A glutaminnal kiegészített parenteralis táplálás alkalmazásával jobb eredményeket láttak őssejt-átültetésben részesülő és nyálkahártya gyulladásban (mucositis) szenvedő betegekben egyaránt, ugyanakkor daganatprogressziót nem figyeltek meg.

#### Lipid
A nagy energiatartalmú zsíremulziók adására TPT során szükség van, energiát és esszenciális zsírsavakat biztosítva, valamint csökkentve a felesleges széndioxid- és zsírképzéssel járó cukorterhelést. Lipid nélküli parenterális oldat adása már pár nap alatt esszenciális zsírsavhiányhoz vezethet. A gyors bevitel kerülendő, mert zsírtúltöltési szindróma alakulhat ki (véralvadási és májfunkciós zavarok, légzési elégtelenség, csökkent vérlemezke szám). Vizsgálatok szerint a folyamatos adagolás (akár 24 óra alatt) jobban viselhető, mint az intermittáló infúzió.
Felmerültek aggályok a zsíremulziók adása melletti gyakoribb infekciókról, azonban a bizonyított táplálási előnyök messze meghaladják ezek következményeit. Az ω3 zsírsavak szerepe a tumorellenes terápiák során az immundepresszió megakadályozásában az ω6 zsírsavakhoz képest elfogadott. A tartós parenterális táplálás során is bebizonyosodott gyermekpopulációban az ω3 halolaj tartalmú zsíremulziók pozitív hatása a májfunkciókra illetve a parenterális tápláláshoz kapcsolódó májbetegség megelőzésében.

#### Szénhidrát
A szervezet alapvető energiaforrásai, mind túl-, mind alul adagolásuk kóros állapotot eredményez. A túlzott glukózbevitel hiperglikémiát, élénk lipogenezist, megnövekedett széndioxid termelést és fokozott percventillációt okoz, rontja a fehérje anyagcsere hatékonyságát és kritikus állapotú betegekben növeli az infekciós halálozást. A szervezet energiaszükségletét szénhidrát és zsír együttes adagolásával kell biztosítani. A szénhidrát-szubsztitúció dózisa a klinikai helyzettől függően 4-18g/kg/nap között változhat. Felnőtt intenzív osztályon fekvő betegeknél az inzulinnal végzett cukorszint-kontroll felére csökkentette a halálozást és a véráram infekciók esélyét. A szénhidrát szükségletet parenterális táplálás esetén kizárólag glukózzal szabad végezni, a fruktóz adása intolerancia miatt veszélyes.

#### Vas, ásványi anyagok, nyomelemek
A tartós parenterális táplálásban részesülő gyermekeknek vaspótlásra is szükségük van. Onkohematológiai betegeknél a gyakori transzfúzió miatt inkább a vastúlterhelés okoz problémát, ezért a vasanyagcsere egyéni megítélése szükséges. A króm, a réz, a jód, a mangán, a molibdén, a szelén és a cink esszenciális nyomelemek, számos anyagcsere folyamat szereplői. Pótlásuk a tartós parenterális táplálás része kell legyen, csakúgy, mint a kalcium, foszfor és magnézium ásványi anyagoknak. Foszfátot szerves kötésben javasolt adni, a kalcium-foszfát kicsapódás megelőzésére.

### Szövődmények
- A parenterális táplálás nem fokozza a thrombosis kockázatát, különösen nagy vénába történő lassú :adagolásnál.
- Zsíremulzió adása nem javasolt kóros hiperlipidémia (szérum triglicerid > 4 mmol/l) vagy más okkal nem magyarázható epepangás (cholestasis) esetén.
- A kizárólagos parenterális táplálás hosszútávon veszélyezteti a bélbolyhok integritását, ezért csak addig szabad alkalmazni, amíg feltétlenül szükséges, minimális enterális táplálás ekkor is javasolt.